# Bni Ounjel Tafraout
Bni Ounjel Tafraout (franska: Bni Ounjel Tafraout (CR), Bni Ounjel Tafraout (Commune Rurale), arabiska: بني ونجل تافراوت) är en kommun i Marocko.   Den ligger i provinsen Taounate och regionen Fès-Meknès, i den nordöstra delen av landet, 240 km öster om huvudstaden Rabat. Antalet invånare är 8 421.